# Christian Joppke
Christian Joppke (* 1959) ist ein deutscher Soziologe, der als Professor für Allgemeine Soziologie an der Universität Bern lehrt und dort geschäftsführender Direktor des Instituts für Soziologie ist.

## Werdegang und Wirken
Joppke studierte von 1978 bis 1980 an der Freien Universität Berlin und wechselte dann an die Universität Frankfurt am Main, wo er 1984 das Examen eines Diplom-Soziologen ablegte. Er setzte seine Studien in den Vereinigten Staaten fort und wurde 1989 an der University of California, Berkeley zum Ph.D. promoviert.
Bevor er als Professor an die Universität Bern ging, war Joppke von 1990 bis 1994 Assistant Professor der University of Southern California und dann Professor am Europäischem Hochschulinstitut in Florenz (1995–2002), an der University of British Columbia in Vancouver (2003/04), an der International University Bremen (2004–2006) und an der Amerikanischen Universität Paris (2006–2011), dort als Professor für Politikwissenschaft.
Joppkes Forschungsinteressen gelten der Vergleichenden Politischen Soziologie, der Politischen Theorie und der Sozialtheorie sowie Staatsbürgerschaft, Immigration, Religion, Ethnizität und Soziale Bewegungen. Von 2015 bis 2020 gehörte Joppke dem Sachverständigenrat für Integration und Migration an.

## Schriften (Auswahl)
- Neoliberal nationalism. Immigration and the rise of the populist right. Cambridge University Press, Cambridge (UK)/New York 2021, ISBN 978-1-10848-259-2.
- Is multiculturalism dead? Crisis and persistence in the constitutional state. Polity Press, Cambridge (UK)/Malden (Mass.) 2017, ISBN 978-0-74569-211-1.
- The secular state under siege. Religion and politics in Europe and America. Polity Press, Cambridge (UK)/Malden (Mass.) 2015, ISBN 978-0-74566-541-2.
  - Der säkulare Staat auf dem Prüfstand. Religion und Politik in Europa und den USA. Aus dem Englischen von Gabriel Gockel und Sonja Schuhmacher, Hamburger Edition, Hamburg 2018, ISBN 978-3-86854-320-9.
- Mit John Torpey: Legal integration of Islam. A transatlantic comparison. Harvard University Press, Cambridge (Mass.) 2013, ISBN 978-0-67407-284-8.
- Citizenship and immigration. Polity Press, Cambridge (UK)/Malden (Mass.) 2010, ISBN 978-0-74564-234-5.
- Selecting by origin. Ethnic migration in the liberal state. Harvard University Press, Cambridge (Massachusetts) 2005, ISBN 0674015592.
- Immigration and the nation-state. The United States, Germany, and Great Britain. Oxford University Press, Oxford/New York 1999, ISBN 0198295405.
- East German dissidents and the revolution of 1989. Social movement in a Leninist regime. New York University Press, Washington Square 1995, ISBN 081474219X.
- Mobilizing against nuclear energy. A comparison of Germany and the United States. University of California Press, Berkeley 1993, ISBN 0520078136.